# Harrison Kennedy (Fußballspieler)
Harrison Kennedy (* 15. Oktober 1989 in Monrovia) ist ein ehemaliger liberianisch-österreichischer Fußballspieler auf der Position eines Stürmers bzw. offensiven Mittelfeldspielers.
Am Ende seiner Spielerkarriere gründete Kennedy im Jahr 2019 die Shuttlesports Management GmbH und ist mit dieser als Spielerberater bzw. -vermittler tätig.

## Karriere

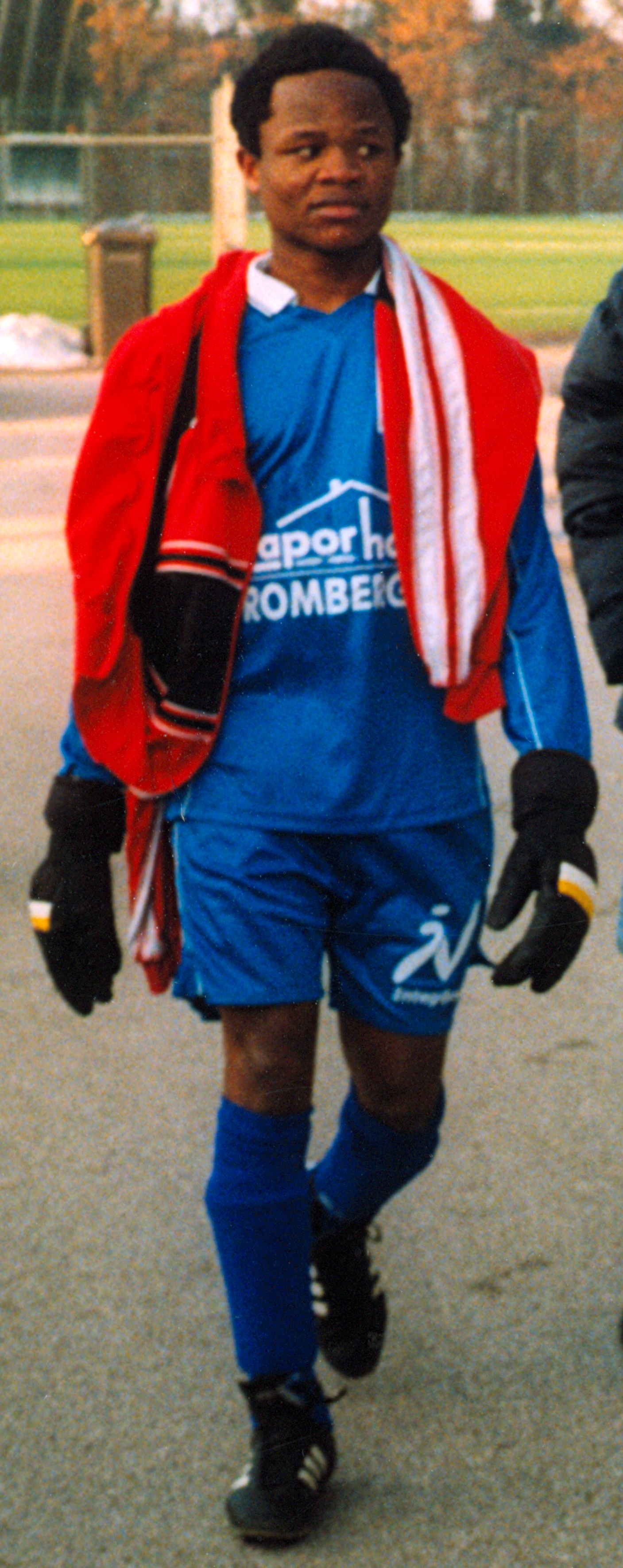
Harrison Kennedy im Trikot des FC Blau-Weiß Linz (Februar 2005)

Kennedy begann seine aktive Karriere als Fußballspieler, nachdem er einige Spiele in einer der Jugendmannschaften absolviert hat, mit nur 15 Jahren beim FC Blau-Weiß Linz in der drittklassigen Regionalliga Mitte. In 22 Meisterschaftsspielen erzielte er zwei Tore und wurde, vor allem aufgrund seiner Dribbelkünste, von den Fans in der Saison 2005/06 vier Mal zum „Man of the Match“ gewählt.
In der Sommerpause vor der Saison 2006/07 wurde er vom ASKÖ Pasching, der damals noch als „FC Superfund“ auftrat und in der höchsten Spielklasse im österreichischen Fußball, der Bundesliga vertreten war, verpflichtet. Kurz nach seiner Verpflichtung wurde Kennedy im August 2006 an den Kooperationsverein 1. FC Vöcklabruck, der seinen Spielbetrieb in der Regionalliga Mitte hatte, verliehen. Beim Verein aus der oberösterreichischen Bezirkshauptstadt Vöcklabruck kam er gleich in der ersten Runde der neuen Saison beim 3:1-Erfolg gegen die Union St. Florian zum Einsatz. Für den Verein absolvierte er bis zu seinem Abgang im Oktober desselben Jahres die zehn ersten Meisterschaftspartien der Saison, wobei er drei Treffer erzielte. Zwei Tore erzielte Kennedy dabei am 19. August 2006 in der dritten Runde beim 2:1-Heimsieg über den ASK Voitsberg, als er in der fünften und in der 61. Minute traf.
Im Oktober 2006 holte der damalige FC-Superfund-Trainer Didi Constantini Kennedy frühzeitig von seinem Leihverein nach Pasching zurück. Am 11. November 2006 gab er schließlich, erst einen knappen Monat nach seinem 17. Geburtstag, sein Debüt in der österreichischen Fußball-Bundesliga. Beim Auswärtsspiel gegen den SK Rapid Wien wurde Kennedy in der 72. Spielminute für Gerald Krajic eingewechselt. Nur neun Minuten später leitete er die Vorarbeit für Yüksel Sariyars Tor zur 1:0-Führung ein. Das Spiel endete trotz des späten Führungstreffers in einem 1:1-Remis, als der Rapid-Spieler Petr Voříšek in der 92. Minute den Ausgleichstreffer erzielte. In der Saison 2006/07 kam Kennedy zu insgesamt fünf Kurzeinsätzen für den Provinzverein aus Pasching.
Nach der Verlegung des Vereinssitzes nach Klagenfurt und dem Auftreten unter neuer Identität unter dem Vereinsnamen SK Austria Kärnten, wechselte Kennedy im Jahre 2007 zum Paschinger Nachfolgeverein, dem FC Pasching, der in der fünftklassigen oberösterreichischen Landesliga West in einer Spielgemeinschaft mit dem SV Wallern aus Wallern an der Trattnach den Neustart wagte. Nachdem Kennedy in der Saison 2007/08 in jedem der 26 Ligaspiele zum Einsatz gekommen war und dabei acht Tore erzielt hatte, war er einer der Hauptverantwortlichen für den Aufstieg des Vereines in die viertklassige Oberösterreich-Liga, die unter dem Sponsornamen als „Radio OÖ Liga“ auftritt. In der mannschaftsinternen Torschützenliste war er hinter Edi Glieder (29 Tore) und Ronald Brunmayr (11 Tore) mit seinen acht Toren auf dem dritten Rang. Am Ende der Saison hatte der Verein 21 Punkte Vorsprung auf den Zweitplatzierten.
Die Saison 2008/09 lief für Kennedy und seinen Verein ebenso erfolgreich, wie die vorhergegangene Spielzeit. In dieser Saison kam der gebürtige Liberianer in 24 von 26 Meisterschaftspartien zum Einsatz und belegte mit seinen fünf Treffern in der Torschützenliste des Vereins hinter Roland Brunmayr (29 Tore) und Edi Glieder (25 Tore) abermals den dritten Platz. Nach dem Aufstieg in die vierte Spielklasse in der vorigen Saison, erfolgte in der Spielzeit 2008/09 der erneute Aufstieg in die drittklassige Regionalliga Mitte, der höchsten Amateurklasse des Landes.

## Erfolge
- 1× Meister der fünftklassigen oberösterreichischen Landesliga West: 2007/08 (Aufstieg in die Oberösterreich-Liga)
- 1× Meister der viertklassigen Oberösterreich-Liga: 2008/09 (Aufstieg in die Regionalliga Mitte)